# Rodamiento de pala

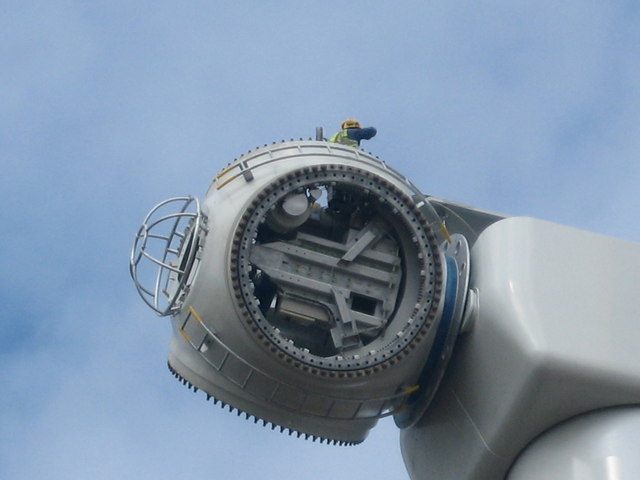
Eje del rotor y rodamiento de un aerogenerador sin las palas montadas

El rodamiento de pala (o rodamiento pitch en inglés), es un componente de las turbinas de viento modernas que conecta el eje del rotor y las palas del aerogenerador. El rodamiento permite la oscilación necesaria para controlar las cargas y la potencia de la turbina eólica, así como situar las palas en la posición aerodinámica deseada mediante el ajuste de su ángulo de ataque. El sistema es también utilizado para realizar paradas de emergencia de la turbina.

## Diseño

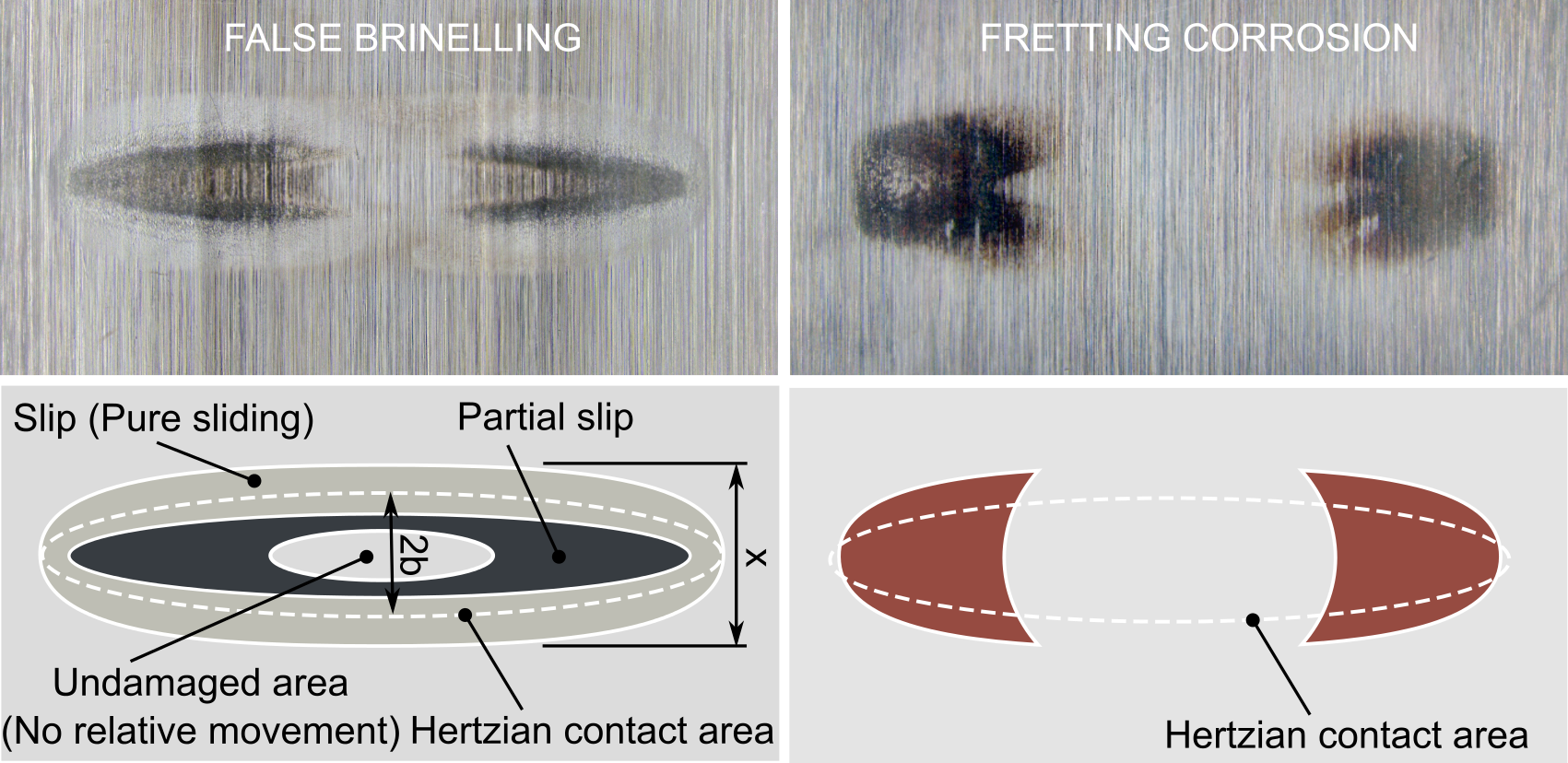
Falso punzonamiento y corrosión por fricción

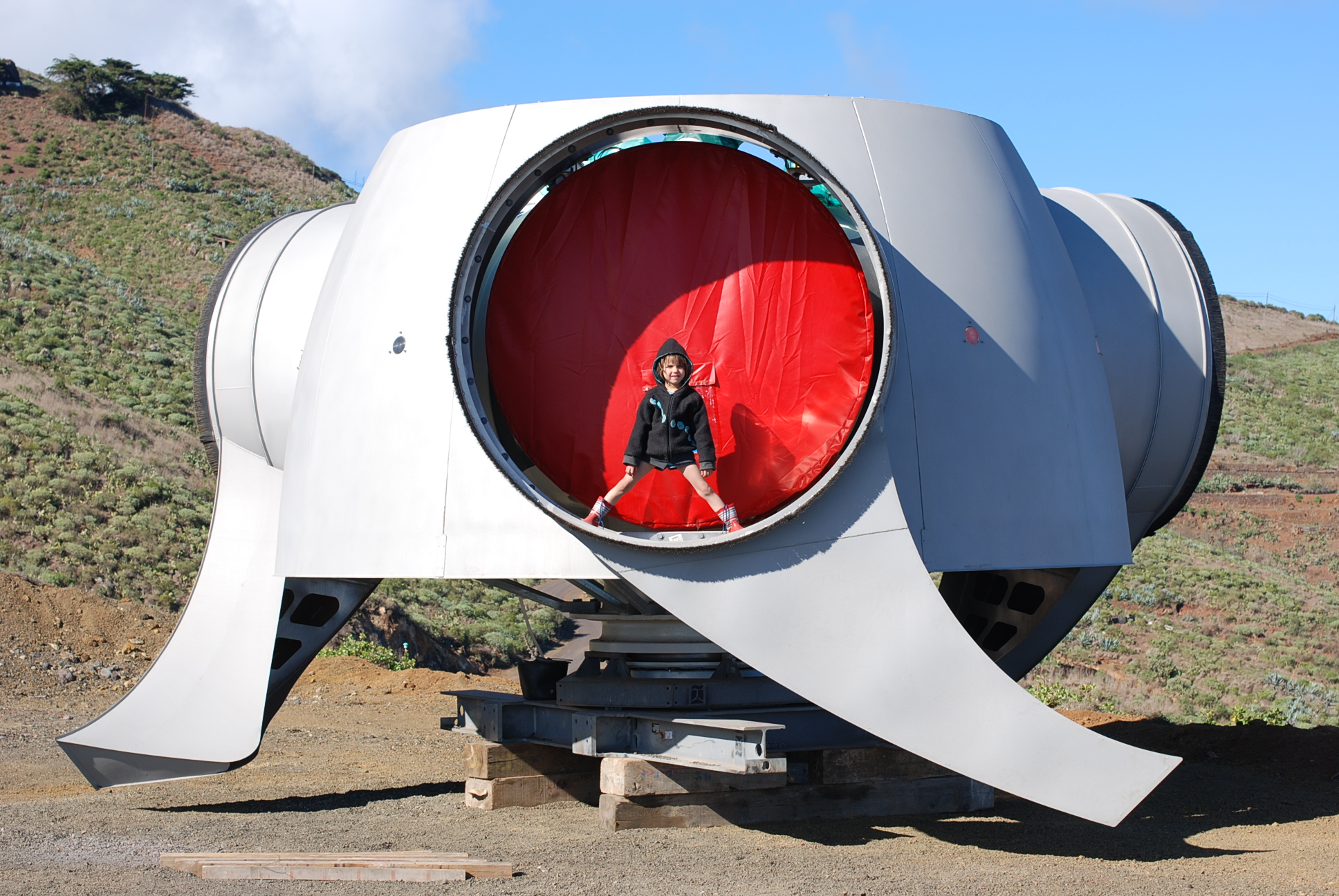
Comparación de tamaño: un niño en el eje del rotor de una turbina sin palas

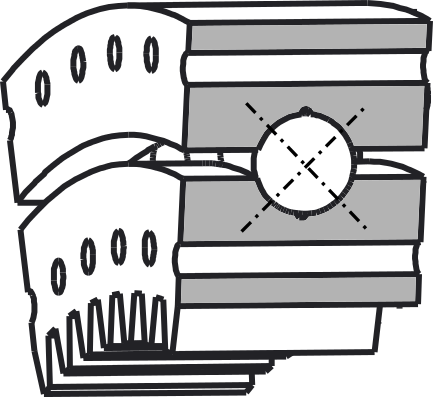
Rodamiento de una fila de bolas de cuatro puntos de contacto con engranajes para el sistema de rotación

Los rodamientos de pala son en su mayoría grandes cojinetes de elementos rodantes. El rodamiento es sometido a grandes momentos de flexión, así como a cargas radiales y axiales en ambas direcciones. Por lo tanto, el estado del arte de los elementos rodantes para las turbinas de viento implica el uso de rodamientos de doble fila de bolas de cuatro puntos de contacto. Esto significa que cada fila lleva dos puntos, haciendo un total de cuatro puntos. Otras opciones posibles son diferentes disposiciones de los elementos rodantes o varias filas de rodamientos de rodillos cilíndricos. Los rodamientos de pala pueden alcanzar diámetros por sobre los 4 metros.
La condiciones de carga y operación de los rodamientos de pala son comparativamente desfavorables con respecto a otros tipos de rodamientos, porque están expuestos a cargas altas y pequeños movimientos alternativos creados por el sistema de rotación o vibraciones generadas por el viento. El pequeño movimiento alternativo entre los elementos rodantes y la pista puede llevar a fenómenos como falsas muescas por presión (brinelling falso)y corrosión por fricción. Además, las cargas altas pueden llevar a un truncamiento de la huella con forma elíptica del contacto de las bolas del rodamiento con el surco que recorren. Debido a los movimientos alternativos, no se pueden utilizar los métodos de cálculo usuales para estimar el tiempo de servicio y el momento de fricción para este tipo de rodamiento. Nuevos conceptos de control para el movimiento respecto al eje de rotación, como el control de rotación individual, puede llevar a lograr amplitudes de oscilación más pequeñas y más frecuentes, lo que puede favorecer la aparición de muescas por presión y de la corrosión por fricción.